# Крамськ
Крамськ (пол. Kramsk) — село в Польщі, у гміні Крамськ Конінського повіту Великопольського воєводства.
Населення — 1783 особи (2011).
У 1975-1998 роках село належало до Конінського воєводства.

## Демографія
Демографічна структура станом на 31 березня 2011 року:
|          | Загалом | Допрацездатний вік | Працездатний вік | Постпрацездатний вік |
| -------- | ------- | ------------------ | ---------------- | -------------------- |
| Чоловіки | 868     | 166                | 627              | 75                   |
| Жінки    | 915     | 193                | 553              | 169                  |
| Разом    | 1783    | 359                | 1180             | 244                  |